# Ladysmith Black Mambazo
Ladysmith Black Mambazo (Ледисмит блэк мамбазо) — мужская акапельная группа из ЮАР. Основал группу в 1960-х годах и с тех пор руководит ей Джозеф Шабалала. Изобретённый им для неё новый музыкальный стиль получил название «исикатамия», что означает «ходить мягко» (например, на цыпочках).
Солирует в группе сам Джозеф Шабалала. Помимо него, в составе семь басов, контральто и тенор.
Международной популярности коллектив добился после того, как был приглашён американским певцом Полом Саймоном принять участие в записи его альбома Graceland, который вышел в 1986 году.
2 марта 1988 года Ladysmith Black Mambazo стала первой группой их Южно-Африканской Республики, получившей премию «Грэмми». (За 1987 год в категории в категории «Лучший традиционный фолк-альбом». Отмеченный наградой альбом Shaka Zulu был спродюсирован Полом Саймоном.) С тех пор группа номинировалась на эту награду ещё много раз, в том числе в 2001 году за альбом Live From Royal Albert Hall («Концерт в „Альберт-холле“»).
В 2014 году коллектив получил уже свою четвёртую премию «Грэмми» (за 2013 год, за альбом Singing For Peace Around The World). Это была уже 15-я номинация группы на эту награду. Шестнадцатая последовала в декабре 2015 года (в категории Best World Music Album за 2013 год, за альбом Music from Inala).